# Liste der Bodendenkmäler in Aidhausen
Auf dieser Seite sind die Bodendenkmäler in der unterfränkischen Gemeinde Aidhausen zusammengestellt. Diese Tabelle ist eine Teilliste der Liste der Bodendenkmäler in Bayern. Grundlage ist die Bayerische Denkmalliste, die auf Basis des Bayerischen Denkmalschutzgesetzes vom 1. Oktober 1973 erstmals erstellt wurde und seither durch das Bayerische Landesamt für Denkmalpflege geführt wird. Die folgenden Angaben ersetzen nicht die rechtsverbindliche Auskunft der Denkmalschutzbehörde.

## Bodendenkmäler der Gemeinde Aidhausen

### Bodendenkmäler in der Gemarkung Aidhausen
| Lage                 | Objekt | Akten-Nr.     | Bild           |
| -------------------- | --- | ------------- | -------------- |
| Aidhausen (Standort) | Archäologische Befunde im Bereich der abgegangenen mittelalterlichen und frühneuzeitlichen Kirche St. Martin von Aidhausen mit ehemalige Kirchhof.                                  | D-6-5828-0008 |                |
| Aidhausen (Standort) | Siedlung der jüngeren Latènezeit. | D-6-5828-0039 |                |
| Aidhausen (Standort) | Siedlung der älteren römischen Kaiserzeit. | D-6-5828-0047 |                |
| Aidhausen (Standort) | Mittelalterliche Wüstung. | D-6-5828-0050 |                |
| Aidhausen (Standort) | Siedlung der Linearbandkeramik. | D-6-5828-0062 |                |
| Aidhausen (Standort) | Siedlung des frühen Mittelalters. | D-6-5828-0063 |                |
| Aidhausen (Standort) | Siedlung des Mittelneolithikums. | D-6-5828-0064 |                |
| Aidhausen (Standort) | Siedlung des Mittelneolithikums. | D-6-5828-0065 |                |
| Aidhausen (Standort) | Siedlung der Linearbandkeramik. | D-6-5828-0066 |                |
| Aidhausen (Standort) | Archäologische Befunde des Mittelalters und der frühen Neuzeit im Bereich der im Kern spätmittelalterlichen katholischen Pfarrkirche St. Peter und Paul von Aidhausen mit Kirchhof. | D-6-5828-0090 | weitere Bilder |

### Bodendenkmäler in der Gemarkung Friesenhausen
| Lage                                       | Objekt | Akten-Nr.     | Bild           |
| ------------------------------------------ | --- | ------------- | -------------- |
| Friesenhausen (Standort)                   | Siedlung des Mittelneolithikums. | D-6-5828-0011 |                |
| Friesenhausen (Standort)                   | Siedlung der Linearbandkeramik. | D-6-5828-0053 |                |
| Friesenhausen (Standort)                   | Siedlung der Linearbandkeramik. | D-6-5828-0061 |                |
| Friesenhausen Dalbergstraße 3 (Standort)   | Archäologische Befunde im Bereich der frühneuzeitlichen evangelisch-lutherischen Pfarrkirche St. Georg von Friesenhausen mit ehemalige Kirchhof. | D-6-5828-0085 | weitere Bilder |
| Friesenhausen (Standort)                   | Archäologische Befunde im Bereich der frühneuzeitlichen katholischen Pfarrkirche Mariä Himmelfahrt von Friesenhausen. | D-6-5828-0086 | weitere Bilder |
| Friesenhausen (Standort)                   | Verebneter Turmhügel des Mittelalters. | D-6-5828-0101 |                |
| Friesenhausen Dalbergstrasse 10 (Standort) | Schloss Friesenhausen Archäologische Befunde im Bereich einer abgegangenen mittelalterlichen Wasserburg und im Bereich des frühneuzeitlichen Schlosses von Friesenhausen mit mittelalterlichem Vorgängerbau sowie Ökonomiegebäuden und ehemalige barocker Gartenanlage. | D-6-5828-0131 | weitere Bilder |
| Friesenhausen Rottenstein (Standort)       | Mittelalterlicher Mittelalterlicher Burgstall „Rottenstein“. | D-6-5829-0001 | weitere Bilder |

### Bodendenkmäler in der Gemarkung Happertshausen
| Lage                                 | Objekt | Akten-Nr.     | Bild           |
| ------------------------------------ | --- | ------------- | -------------- |
| Happertshausen (Standort)            | Siedlung der Linearbandkeramik. | D-6-5828-0040 |                |
| Happertshausen (Standort)            | Siedlung der jüngeren Latènezeit. | D-6-5828-0041 |                |
| Happertshausen (Standort)            | Mittelalterliche Wüstung. | D-6-5828-0052 |                |
| Happertshausen Kirchplatz (Standort) | Archäologische Befunde des Mittelalters und der frühen Neuzeit, darunter solche von Vorgängerbauten, im Bereich der 1816–18 neu errichteten katholischen Pfarrkirche St. Oswald von Happertshausen mit ehemalige Kirchhof. | D-6-5828-0083 | weitere Bilder |

### Bodendenkmäler in der Gemarkung Kerbfeld
| Lage                               | Objekt | Akten-Nr.     | Bild           |
| ---------------------------------- | --- | ------------- | -------------- |
| Kerbfeld (Standort)                | Bestattungsplatz mit Grabhügeln vorgeschichtlicher Zeitstellung. | D-6-5828-0001 |                |
| Kerbfeld (Standort)                | Siedlung der Linearbandkeramik. | D-6-5828-0067 |                |
| Kerbfeld Lindenstraße 3 (Standort) | Archäologische Befunde des Mittelalters und der frühen Neuzeit, darunter solche von Vorgängerbauten, im Bereich der frühneuzeitlichen katholischen Pfarrkirche St. Ägidius von Kerbfeld. | D-6-5828-0081 | weitere Bilder |

### Bodendenkmäler in der Gemarkung Nassach
| Lage                           | Objekt | Akten-Nr.     | Bild           |
| ------------------------------ | --- | ------------- | -------------- |
| Nassach Kirchberg 3 (Standort) | Archäologische Befunde des Mittelalters und der frühen Neuzeit im Bereich der im Kern spätmittelalterlichen evangelisch-lutherischen Kirche von Nassach mit ehemalige Kirchgaden. | D-6-5828-0098 | weitere Bilder |